# Eva Birnerová
Eva Birnerova (n. 14 de agosto de 1984 en Duchcov) es una jugadora de tenis profesional de República Checa .

## WTA career finals

### Individuales: 1 (0–1)
| Legend                     |
| -------------------------- |
| Grand Slam (0)             |
| Juegos Olímpicos (0)       |
| WTA Tour Championships (0) |
| Premier Mandatory (0)      |
| Premier 5 (0)              |
| Premier (0)                |
| International (0)          |

| Resultado   | N.º | Fechas                   | Torneo               | Superficie | Oponente      | Resultado |
| ----------- | --- | ------------------------ | -------------------- | ---------- | ------------- | --------- |
| Subcampeona | 1.  | 17 de septiembre de 2011 | Tashkent, Uzbekistán | Dura       | Ksenia Pervak | 6–3, 6–1  |

### Dobles: 7 (3–5)
| Legend                |
| --------------------- |
| Grand Slam (0)        |
| Oro Olímpico (0)      |
| Campeonato WTA (0)    |
| Premier Mandatory (0) |
| Premier 5 (0)         |
| Premier (0)           |
| International (3–5)   |

| Resultado   | N.º | Fecha                    | Torneo               | Superficie | Compañera          | Oponentes                             | Resultado         |
| ----------- | --- | ------------------------ | -------------------- | ---------- | ------------------ | ------------------------------------- | ----------------- |
| Subcampeona | 1.  | 8 de agosto de 2005      | Estocolmo, Suecia    | Dura       | Mara Santangelo    | Émilie Loit Katarina Srebotnik        | 6–4, 6–3          |
| Campeona    | 1.  | 26 de abril de 2006      | Estocolmo, Suecia    | Dura       | Jarmila Gajdošová  | Zi Yan Jie Zheng                      | 0–6, 6–4, 6–2     |
| Subcampeona | 2.  | 24 de septiembre de 2006 | Portorož, Eslovenia  | Dura       | Émilie Loit        | Lucie Hradecká Renata Voráčová        | w/o               |
| Campeona    | 2.  | 17 de julio de 2011      | Bad Gastein, Austria | Arcilla    | Lucie Hradecká     | Julia Görges Jarmila Gajdošová        | 4–6, 6–2, [12–10] |
| Campeona    | 3.  | 18 de febrero de 2012    | Bogotá, Colombia     | Arcilla    | Alexandra Panova   | Mandy Minella Stefanie Vögele         | 6–2, 6–2          |
| Subcampeona | 3.  | 5 de mayo de 2012        | Budapest, Hungría    | Arcilla    | Michaëlla Krajicek | Janette Husárová Magdaléna Rybáriková | 6–4, 6–2          |
| Subcampeona | 4.  | 28 de julio de 2012      | Bakú, Azerbaiyán     | Dura       | Alberta Brianti    | Irina Buryachok Valeria Solovieva     | 3–6, 2–6          |
| Subcampeona | 5.  | 23 de febrero de 2013    | Bogotá, Colombia     | Arcilla    | Alexandra Panova   | Mandy Minella Timea Babos             | 6–4, 6–3          |